# Cristallografia
La cristallografia (dal greco antico krystallos?, "ghiaccio" e graphein, "scrivere") è la scienza che si occupa dello studio dei cristalli. In particolare si occupa della loro formazione, crescita, struttura microscopica, aspetto macroscopico e proprietà fisiche.
Talvolta il termine "cristallografia" viene impropriamente utilizzato con un significato più ristretto per indicare le tecniche sperimentali utilizzate per determinare la disposizione degli atomi nei solidi.

## Storia

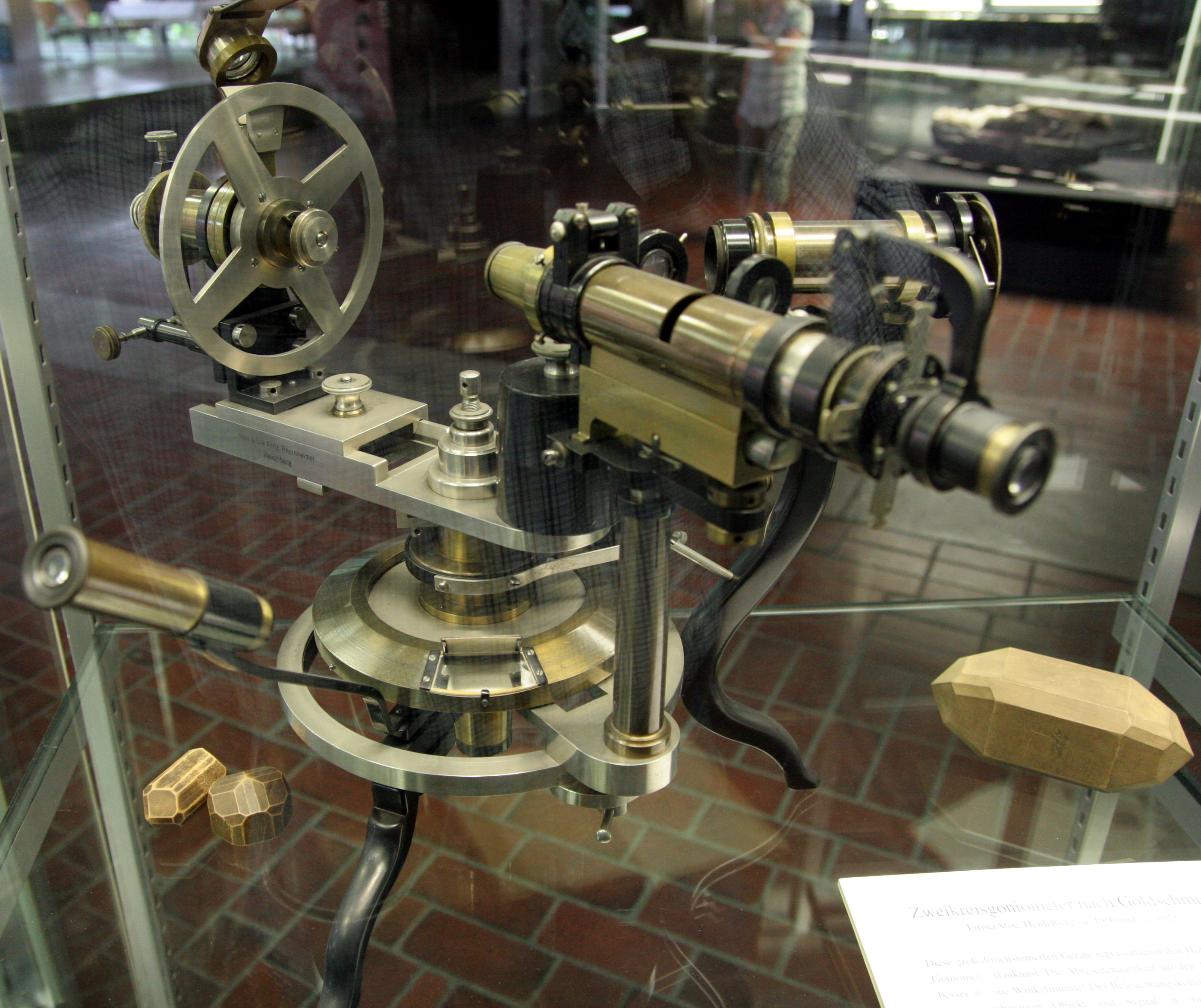
Goniometro utilizzato anticamente per misurare l'orientamento delle facce di un cristallo.

Uno dei primi scienziati ad occuparsi dello studio dei cristalli fu Keplero che nel 1611 pubblicò il trattato dal titolo "Strena Seu de Nive Sexangula", in cui svolge una descrizione matematica dei cristalli di neve. Le considerazioni di Keplero sulla morfologia dei cristalli di neve anticiparono la legge sulla costanza degli angoli, presentata successivamente dal danese Niels Stensen nel suo trattato "De Solido Intra Solidum". Tale legge fu verificata da Stensen per i cristalli di ematite e quarzo; nel 1783 Romé de l'Isle verificò tale legge per molte altre sostanze.
Le altre leggi fondamentali della cristallografia (legge sulla costanza della simmetria e legge della razionalità delle intercette) furono introdotte da René Just Haüy nel 1784 con il trattato "Essai d'un Théorie sur la Structure des Cristaux". La legge della razionalità delle intercette fu utilizzata nel 1830 dal fisico tedesco Johann Friedrich Christian Hessel per determinare il numero complessivo dei possibili gruppi puntuali, pari a 32. Le scoperte sulla classificazione sistematica dei cristalli proseguirono con il fisico francese Auguste Bravais, che definì i 14 reticoli di Bravais nel 1848. Dai risultati di Hessel e Bravais ebbero origine gli studi del cristallografo russo Evgraf Stepanovič Fëdorov e del matematico tedesco Arthur Schoenflies che predissero in maniera indipendente il numero di possibili gruppi spaziali, pari a 230.
Prima dello sviluppo della cristallografia per diffrazione dei raggi X (che venne ad opera di Max von Laue nel 1912), lo studio dei cristalli era basato sulla geometria dei cristalli.
Questo richiedeva la misurazione degli angoli che le facce di cristalli formavano rispetto agli assi di riferimento teorici ("detti assi cristallografici"). Tale misura veniva eseguita per mezzo di un goniometro.
La posizione nello spazio tridimensionale di ogni faccia del cristallo (o meglio la normale di ogni faccia) veniva tracciata su una rete stereografica, cioè una rete di Wolff o una rete di Lambert e ogni punto veniva etichettato con il suo indice di Miller.
Il modello finale permetteva dunque di stabilire la simmetria del cristallo.
La diffrazione degli elettroni venne sviluppata per la prima volta nel 1927.
Nel 1937 William Astbury ottenne i primi pattern di diffrazione del DNA. A tali primi risultati seguirono altre indagini diffratometriche eseguite dalla chimica-fisica inglese Rosalind Franklin, che permisero a James Watson e Francis Crick di scoprire la struttura a doppia elica della molecola di DNA (1953).

## Notazioni adottate in cristallografia

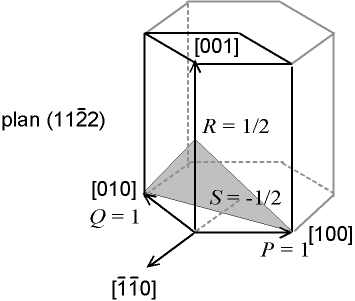
Esempio di utilizzo delle notazioni per identificare direzioni e piani di un cristallo.

Nella descrizione geometrica di una struttura cristallina, vengono adottate le seguenti notazioni:
- i punti di un reticolo cristallino sono indicati dalla sequenza di tre numeri, ad esempio: 100;[7] ciascun numero corrisponde alla distanza del punto in questione rispetto all'origine del reticolo; tale distanza viene indicata prendendo come unità di misura i lati della cella unitaria del cristallo.
- Le coordinate tra parentesi quadre come [100] denotano una direzione (nello spazio reale).[8]
- Le coordinate tra parentesi angolari come <100> denotano una famiglia di direzioni che sono equivalenti a causa di operazioni di simmetria. Se si riferisce a un sistema cubico, questo esempio potrebbe significare le direzioni [100], [010], [001] oppure il negativo di una qualunque di tali direzioni.
- Le coordinate tra parentesi tonde come (100) denotano la direzione delle normali ai piani.[9] Tali terne vengono anche dette "indici di Miller".[9]
- Le coordinate tra parentesi graffe come {100} denotano una famiglia di normali al piano che sono equivalenti a causa di operazioni di simmetria, in modo analogo in cui le parentesi angolari denotano una famiglia di direzioni.

I numeri negativi si indicano aggiungendo una linea sopra il numero in questione, ad esempio {\displaystyle [{\bar {1}}00]}.

## Leggi fondamentali della cristallografia
Le tre leggi fondamentali della cristallografia sono:
- Legge di Stenone o legge sulla costanza degli angoli, secondo la quale i valori degli angoli tra le facce dei cristalli corrispondenti a diversi abiti cristallini della stessa sostanza sono sempre uguali.
- Legge sulla costanza della simmetria, secondo la quale i cristalli di una determinata cella elementare presentano sempre un numero minimo di elementi di simmetria.
- Legge della razionalità delle intercette di Haüy, da cui discende la definizione degli indici di Weiss e degli indici di Miller.

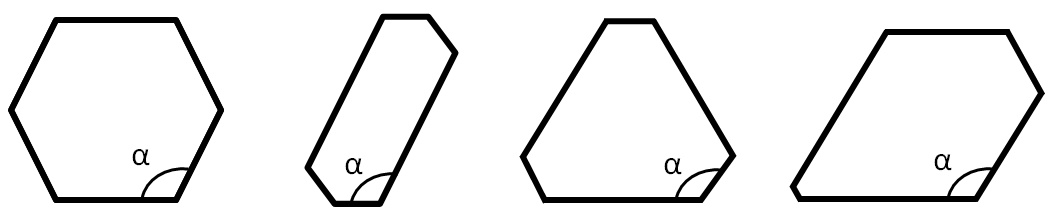
Evidenza sperimentale della legge di Steno: le facce dei cristalli di una stessa sostanza hanno lo stesso orientamento, a prescindere dal particolare abito cristallino.

## Tecniche di diffrazione

### Principi teorici

Schematizzazione della tecnica di diffrazione utilizzata in cristallografia. Un raggio investe il campione di materiale (al centro) producendo un pattern di diffrazione (a destra).

Essendo i materiali cristallini anisotropi, la velocità di un raggio (ad esempio di luce, di elettroni o di neutroni) che attraversa un campione di tali materiali è differente a seconda della direzione con la quale il raggio attraversa il campione. Si ha dunque il fenomeno della birifrangenza, che invece non è presente nella maggior parte dei materiali amorfi, che sono invece isotropi.
Per visualizzare un'immagine di un oggetto microscopico, si possono focalizzare i raggi di luce visibile tramite un sistema di lenti, come nel microscopio ottico.
Tuttavia, siccome la lunghezza d'onda della luce visibile è molto maggiore delle dimensioni degli atomi e delle distanze che li separano in un cristallo (distanza interatomica), è necessario usare una radiazione con lunghezze d'onda più corte, come i raggi X.
Tuttavia, l'impiego di lunghezze d'onda più corte comporta l'abbandono della microscopia, perché è pressoché impossibile creare una lente capace di focalizzare questo tipo di radiazione.
In generale, nella creazione di immagini di diffrazione, le uniche lunghezze d'onda usate sono quelle troppo corte per essere focalizzate.
Questa difficoltà è la ragione per cui, per analizzare la struttura dei solidi, si usano i cristalli, che sono un materiale ideale grazie alla loro struttura altamente ordinata e ripetitiva.
Un singolo fotone X diffratto da una nube elettronica non genererà un segnale abbastanza forte per essere rilevato dagli strumenti.
Tuttavia, molti fotoni X diffratti da molte nubi elettroniche che si trovino approssimativamente nelle stesse posizioni e orientamenti relativi per tutto il cristallo genereranno una interferenza costruttiva e quindi un segnale rilevabile.
E questo vale anche per altri tipi di radiazione.

### Classificazione in base al tipo di raggio

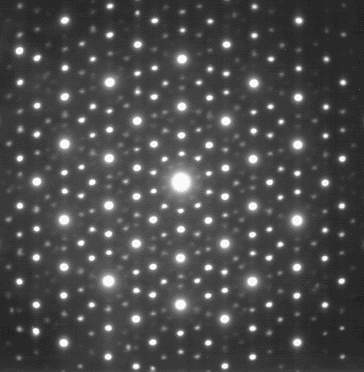
Pattern ottenuto tramite diffrazione di elettroni di un quasicristallo (Zn-Mg-Ho).

I metodi cristallografici moderni si basano sull'analisi dei pattern di diffrazione che emergono da un campione bersagliato da un raggio di qualche tipo.
Il raggio non è sempre di natura elettromagnetica, sebbene i raggi X siano il tipo di radiazione più usato. A seconda del tipo di raggio impiegato, si parla pertanto di "diffrazione a raggi X", "diffrazione di neutroni" (o diffrazione neutronica) e "diffrazione di elettroni" (o diffrazione elettronica).
Se si parla semplicemente di diffrazione, si intende a raggi X.
Per alcuni scopi si usano elettroni o neutroni, il che è possibile a causa delle proprietà ondulatorie delle particelle elementari.
I raggi X sono utili per visualizzare le nubi elettroniche che compongono gli atomi, mentre i metodi di diffrazione di neutroni riveleranno i nuclei degli atomi.
Gli elettroni, al contrario dei raggi X, sono delle particelle cariche che quindi interagiscono fortemente con la materia. La diffrazione mediante elettroni è una tecnica molto usata per lo studio delle superfici.

### Sorgente dei raggi

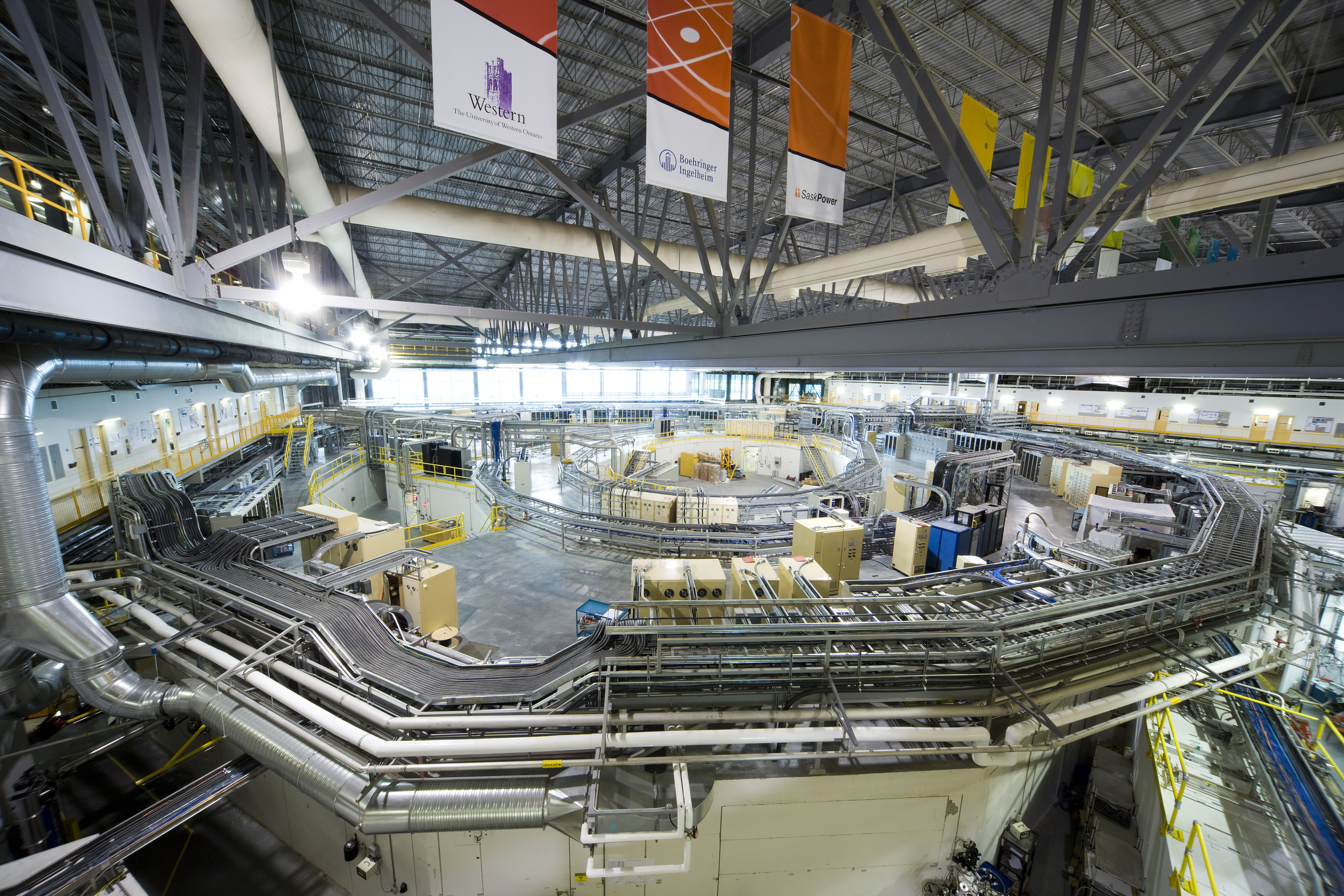
Un esempio di sincrotone: il Canadian Light Source (CLS).

Sebbene molte università impegnate nella ricerca cristallografica abbiano la propria attrezzatura per produrre raggi X, spesso come sorgenti di raggi X si usano sincrotroni condivisi, dato che tali sorgenti possono generare dei pattern più puri e completi.
Le sorgenti da sincrotrone producono fasci di raggi molto più intensi, perciò la raccolta dei dati richiede solo una frazione del tempo che sarebbe necessario con sorgenti più deboli.

### Natura dei campioni da esaminare
I metodi matematici per l'analisi dei dati di diffrazione si applicano solo ai pattern, che a loro volta si presentano solamente quando le onde sono diffratte da schiere ordinate.
Pertanto, la cristallografia si applica quasi esclusivamente ai cristalli o alle molecole che possono essere fatte cristallizzare a scopo di misurazione.
Nonostante ciò, una certa quantità di informazione molecolare può essere dedotta dai pattern che sono generati da fibre e polveri, che, per quanto non perfetti come un cristallo monolitico, possono esibire un certo ordine.
Questo livello di ordine può essere sufficiente per dedurre la struttura di molecole semplici, o per determinare le caratteristiche grossolane di molecole più complicate (per esempio, la struttura a doppia elica del DNA, è stata dedotta da un pattern di diffrazione a raggi X generato da un campione fibroso).

### Preparazione dei cristalli da materiali amorfi
Alcuni materiali studiati con la cristallografia (ad esempio il DNA) non sono presenti in natura in forma cristallina.
Tali materiali vengono dunque disciolti in soluzione e lasciati cristallizzare nel corso di giorni, settimane, o mesi tramite diffusione di vapore.
Una goccia di soluzione, contenente la sostanza da esaminare, una soluzione tampone e i precipitanti, viene sigillata in un contenitore con un serbatoio contenente una soluzione igroscopica.
L'acqua nella goccia si diffonde fino al serbatoio, accrescendo lentamente la concentrazione e permettendo al cristallo di formarsi.
Se la concentrazione dovesse crescere più rapidamente, la sostanza precipiterebbe semplicemente fuori dalla soluzione, producendo granuli disordinati invece di un cristallo ordinato e quindi utilizzabile.
Dopo aver ottenuto un cristallo, i dati possono essere raccolti usando un fascio di radiazione.

### Produzione dei pattern di diffrazione

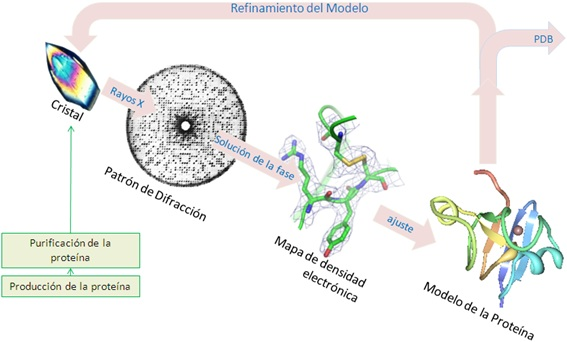
Produzione del pattern di diffrazione e raffinamento del modello per l'analisi cristallografica di una sostanza.

Produrre un'immagine da un pattern di diffrazione richiede della matematica sofisticata e spesso un procedimento iterativo di raffinazione del modello.
In questo procedimento, i pattern di diffrazione predetti matematicamente in base a una struttura ipotizzata sono comparati ai pattern effettivamente generati dal campione cristallino.
Idealmente, i ricercatori fanno più tentativi iniziali, che tramite raffinamento convergono sulla stessa risposta.
I modelli vengono raffinati finché i loro pattern predetti corrispondono ad un massimo livello che si può raggiungere senza una radicale revisione del modello.
Questo è un procedimento molto meticoloso, ma è stato facilitato dall'uso dei computer.

## Rapporti con altre discipline

### Scienza dei materiali
La cristallografia è uno strumento impiegato spesso da scienziati dei materiali.
Nei cristalli singoli, gli effetti della disposizione cristallina degli atomi è spesso facile da vedere a occhio nudo, perché le forme naturali dei cristalli riflettono la struttura atomica.
Inoltre, le proprietà fisiche sono spesso determinate dai difetti nel cristallo.
La comprensione delle strutture cristalline è un importante prerequisito della comprensione dei difetti cristallografici.
Parecchie altre proprietà fisiche sono connesse alla cristallografia.
Per esempio, i minerali che compongono l'argilla formano strutture lamellari piccole e piatte.
L'argilla può essere deformata facilmente perché le particelle lamellari possono scivolare una sull'altra nel piano delle lamelle, e tuttavia rimanere fortemente connesse nella direzione perpendicolare alle lamelle.
Per fare un altro esempio, il ferro, quando viene riscaldato, si trasforma da una struttura cubica a corpo centrato (bcc) a una cubica a facce centrate (fcc) corrispondente all'allotropo ferro γ.
La struttura fcc è una struttura impaccata stretta, mentre la struttura bcc non lo è, il che spiega perché il volume del ferro diminuisce quando avviene questa trasformazione.
La cristallografia è utile nell'identificazione di fase: cioè, quando si esegue qualche tipo di elaborazione su un materiale, è spesso desiderabile ricavare quali composti e quali fasi sono presenti nel materiale.
Ogni fase ha una disposizione degli atomi caratteristica.
Si possono usare tecniche come la diffrazione a raggi X per identificare quali pattern sono presenti nel materiale, e così quali composti sono presenti (si noti: il problema della determinazione delle "fasi" entro un materiale non dovrebbe essere confusa con il problema più generale della "determinazione di fase", che si riferisce alla fase delle onde che si diffrangono dai piani del cristallo, e che è un passo necessario nell'interpretazione dei pattern di diffrazione più complicati).
La cristallografia tratta anche l'enumerazione dei pattern di simmetria che possono essere formati da atomi in un cristallo, e per questa ragione ha a che fare con la teoria dei gruppi e con la geometria.

### Biologia

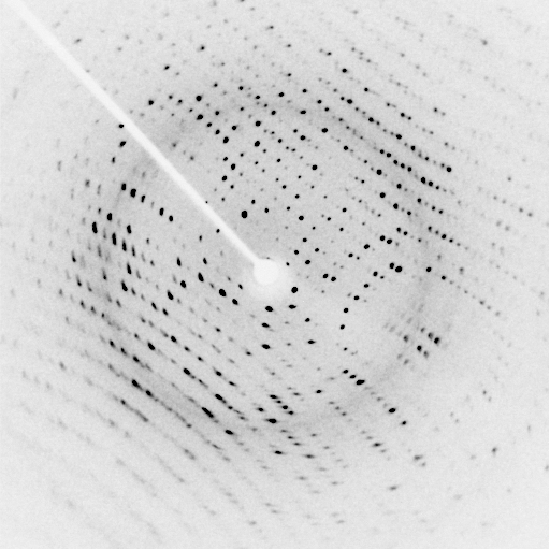
Pattern di diffrazione relativo ad una proteina (lisozima).

La cristallografia a raggi X è il metodo principale per determinare le conformazioni molecolari delle macromolecole biologiche, particolarmente delle proteine e degli acidi nucleici come il DNA e l'RNA.
La prima struttura cristallina di una macromolecola fu risolta nel 1958.
La banca dati delle proteine (Protein Data Bank, o PDB) è un database di strutture di proteine e altre macromolecole biologiche.
Il software RasMol può essere usato per visualizzare strutture molecolari biologiche.
La cristallografia a elettroni è stata usata per determinare le strutture di alcune proteine, principalmente le proteine di membrana e i capsidi virali.

## Scienziati
Di seguito è riportata una lista di scienziati che si sono distinti per i loro studi in cristallografia.
- William Henry Bragg
- William Lawrence Bragg
- Auguste Bravais
- Pierre Curie
- Francis Crick
- Boris Delone
- Theodor Liebisch
- Paul Peter Ewald
- Rosalind Franklin
- René Just Haüy
- Carl Hermann
- Robert Huber
- Ernest-François Mallard
- Georges Friedel
- Charles-Victor Mauguin
- William Hallowes Miller
- Dorothy Crowfoot Hodgkin
- Max Perutz
- Hugo Rietveld
- Jean-Baptiste Romé de L'Isle
- Constance Tipper
- Don Craig Wiley
- Ada Yonath
- Quintino Sella